# Rolf Storsveen
Rolf Storsveen (* 22. April 1959 in Elverum) ist ein ehemaliger norwegischer Biathlet.
Rolf Storsveen gehörte vor allem in der ersten Hälfte der 1980er Jahre zu den stärksten norwegischen Biathleten. Der Athlet von Sørskogbygda Idrettslag nahm erstmals 1982 in Minsk an den Biathlon-Weltmeisterschaften teil und gewann dort mit Eirik Kvalfoss, Kjell Søbak und Odd Lirhus als Schlussläufer der norwegischen Staffel hinter der Vertretung der DDR die Silbermedaille. Ebenfalls recht erfolgreich verliefen die Olympischen Winterspiele 1984 von Sarajevo, bei denen Storsveen Sechster des Einzels wurde und mit Lirhus, Kvalfoss und Søbak Zweiter hinter der sowjetischen Staffel. In Ruhpolding nahm der Norweger 1985 nochmals an einer WM teil, verpasste dort als Viertplatzierter im Staffelrennen knapp eine weitere Medaille.
National wurde Storsveen 1981 in Bardufoss Meister im Einzel. 1984 kam in Vossestrand nochmals die Vizemeisterschaft hinter Kvalfoss hinzu. Zudem wurde er 1981 hinter Sigleif Johansen Vizemeister im Sprintrennen. Weitere Erfolge erreichte er vor allem mit der Staffel, für die er in der Vertretung der Region Østerdal bis 1984 und für Hedmark seit 1985 antrat. 1980, 1981, 1983, 1984 und 1985 wurde er Meister, 1982 und 1987 Vizemeister sowie 1991 Dritter.